# Iris pamphylica
Iris pamphylica är en irisväxtart som beskrevs av Ian Charleson Hedge. Iris pamphylica ingår i släktet irisar, och familjen irisväxter. Inga underarter finns listade i Catalogue of Life.